# Брджович, Деян
Деян Брджович (серб. Дејан Брђовић, 21 февраля 1966, Кралево, Социалистическая Республика Сербия, СФРЮ — 21 декабря 2015, Белград, Сербия) — югославский и сербский волейболист и тренер, бронзовый призер летних Олимпийских игр в Атланте (1996).

## Спортивная карьера
Начал выступления в составе волейбольного клуба «Жича» из Первой сербской лиги. Самую яркую часть карьеры провел, выступая за белградскую «Црвену звезду» (1985—1992) и греческий «Олимпиакос» (1992—1994).
В сезоне 1989/90 стал бронзовым призером чемпионата Югославии, в сезоне 1991/92 — серебряным призером и обладателем Кубка страны. Его карьера завершилась в 2006 г. выступлением за клуб «Раднички» из Крагуеваца.
Являлся капитаном волейбольной команды Югославии, за которую он провел 300 матчей. На летних Олимпийских играх в Атланте (1996) вместе с партнерами по сборной стал обладателем бронзовых медалей. Серебряный призер мирового первенство в Нагано (1998), серебряный призер чемпионата Европы в Эйндховене (1997), бронзовый — в Афинах (1998).
Тренерскую карьеру начал в клубе «Раднички» (Крагуевац), с которым он в сезоне 2006/07 дошел до стадии плей-офф полуфинала сербского чемпионата. Также работал главным тренером клуба Рабита (Баку), итальянского клуба «Асистел Воллей» (Новара), белградской «Визуры», генеральным директором клуба «Рибница».
Скончался внезапно вечером в понедельник, 21 декабря 2015 года, в своей белградской квартире. Похоронен на деревенском кладбище близ монастыря Жича.